# República del Congo en los Juegos Olímpicos de Moscú 1980
La República del Congo estuvo representada en los Juegos Olímpicos de Moscú 1980 por un total de 23 deportistas, 9 hombres y 14 mujeres, que compitieron en 3 deportes.
El equipo olímpico congoleño no obtuvo ninguna medalla en estos Juegos.